# کوشلار (سیریک)
کوشلار (ترکی استانبولی: Kuşlar) یک محله در ترکیه است که در ناحیهٔ سریک، آنتالیا واقع شده است. جمعیت این محله تا سال ۲۰۲۲ برابر با ۲۴۷ نفر بوده است.